# Aplidium punctum
Aplidium punctum es una especie de tunicado descrita por primera vez por Giard en 1873. Aplidium punctum es parte del género Aplidium y la familia clodsjöpungar.

 No se enumeran subespecies en el catálogo de la vida.

## Galería de imágenes

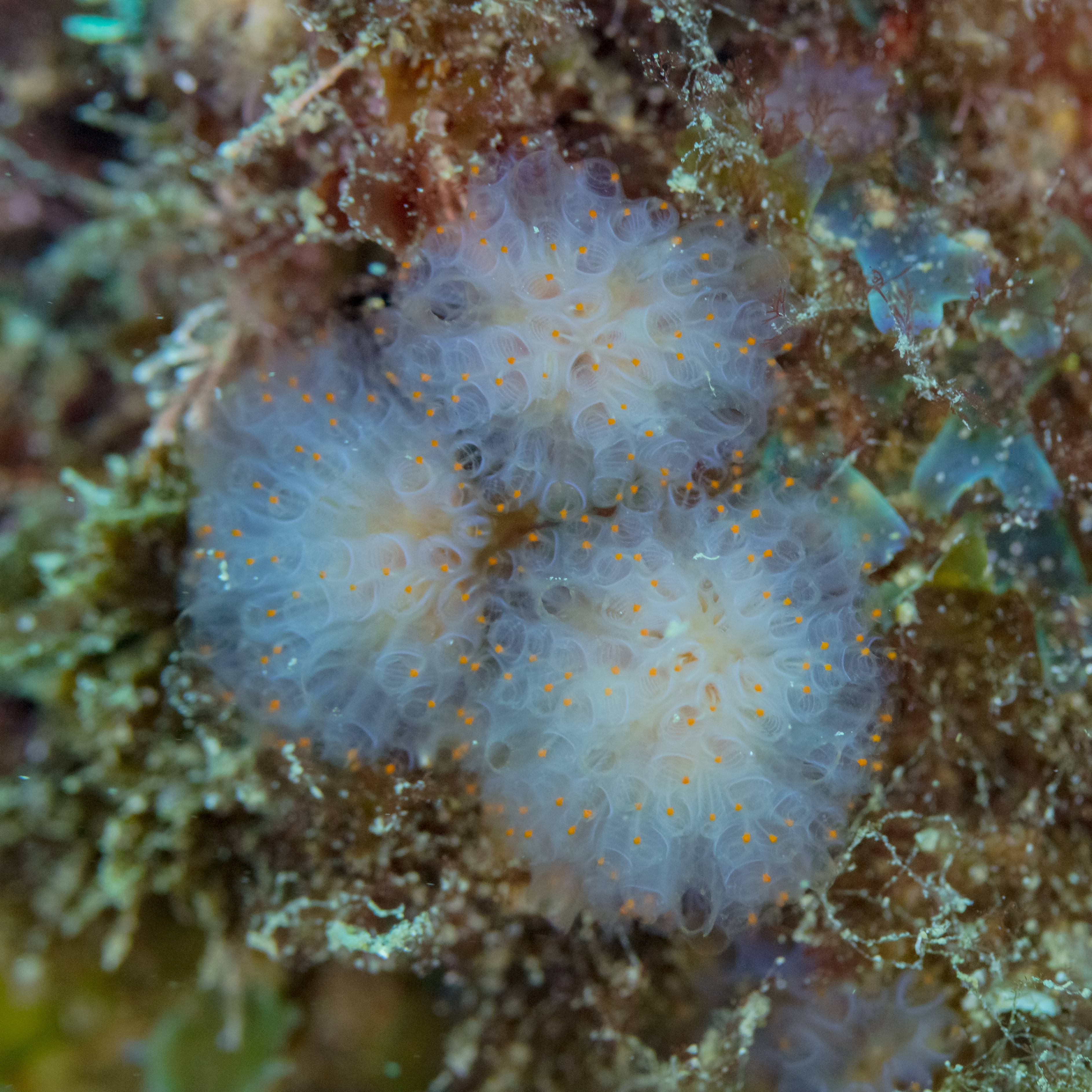
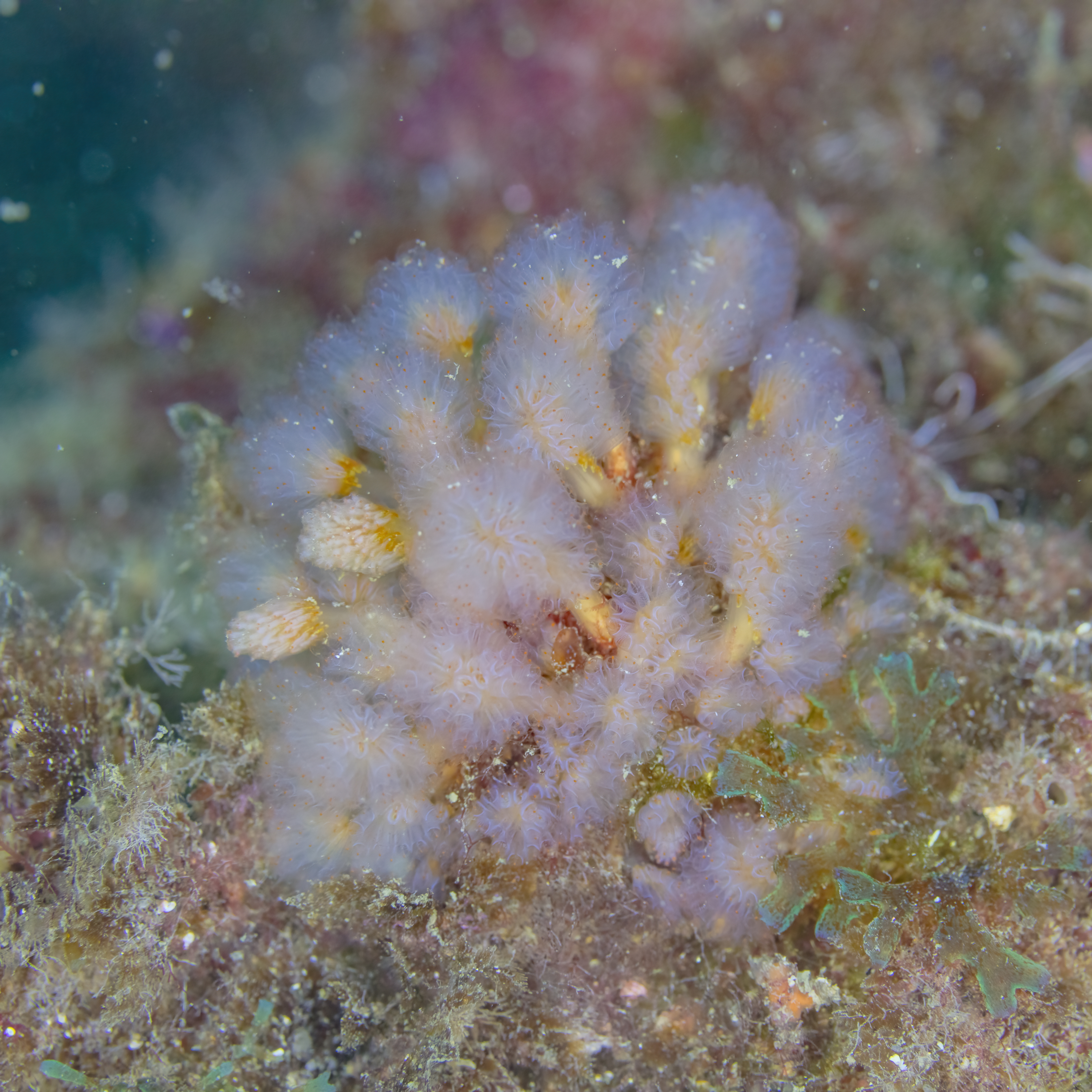
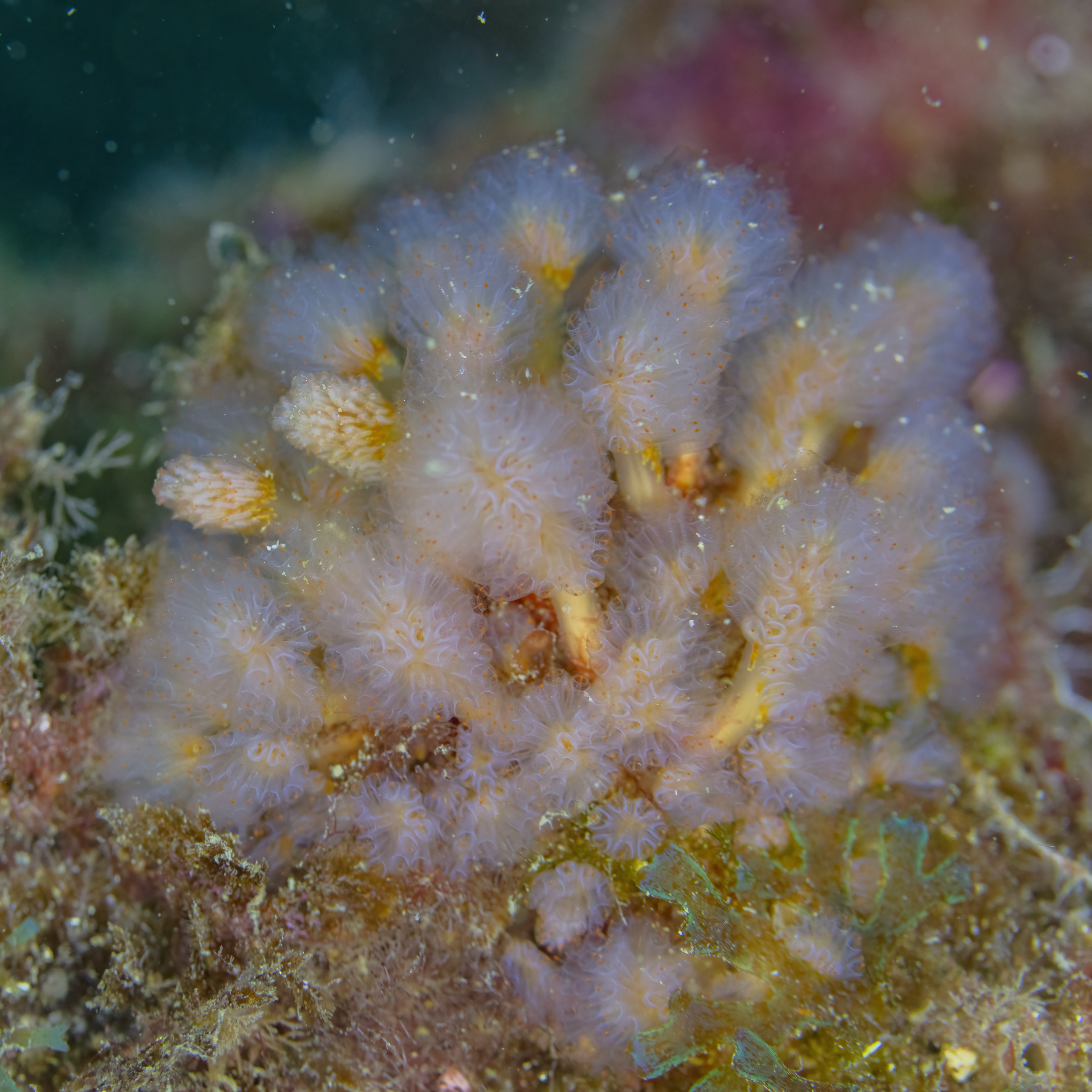
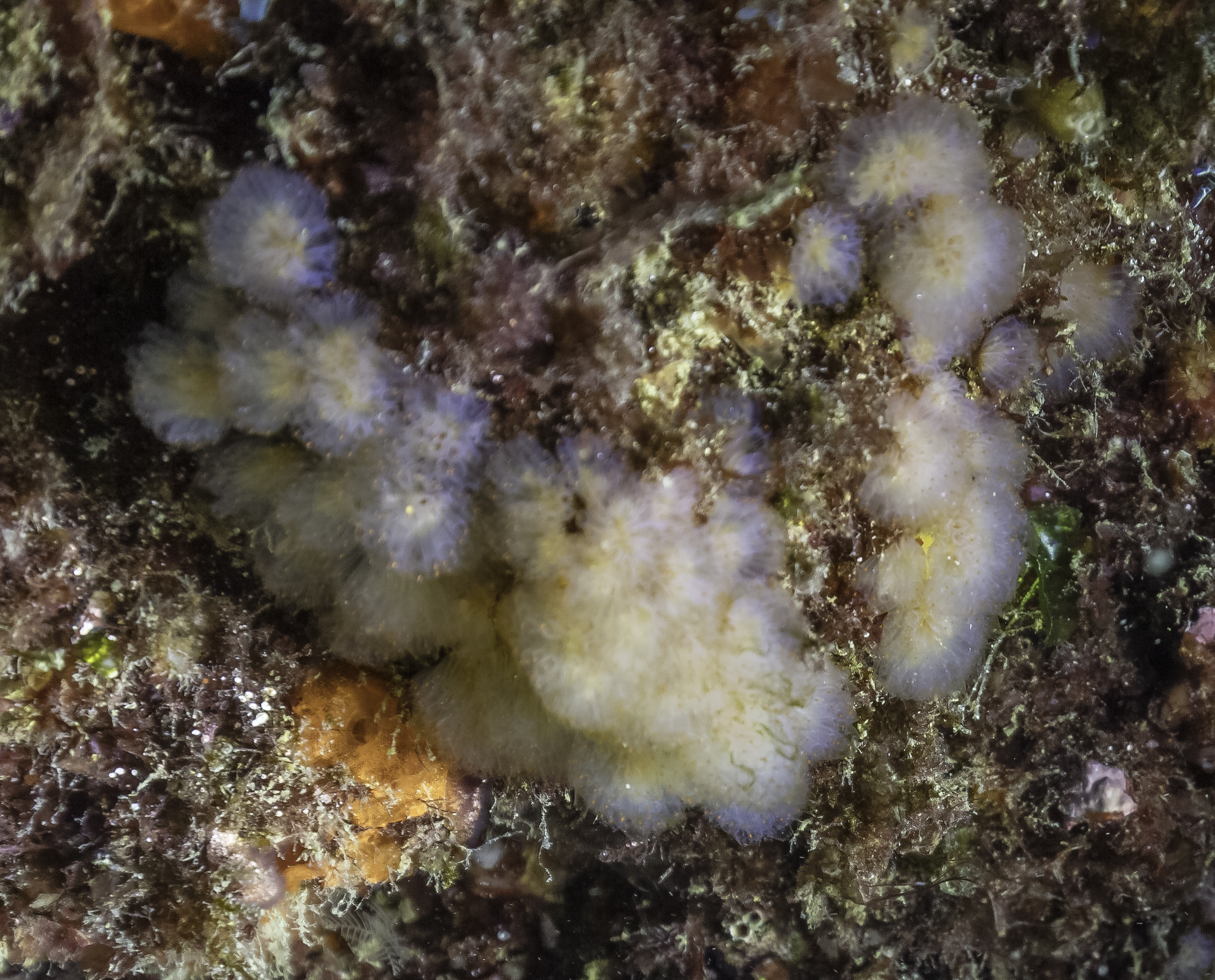